# Notopterygium oviforme
Notopterygium oviforme là một loài thực vật có hoa trong họ Hoa tán. Loài này được Shan mô tả khoa học đầu tiên năm 1943.